# Moldavia en los Juegos Paralímpicos de Tokio 2020
Moldavia estuvo representada en los Juegos Paralímpicos de Tokio 2020 por seis deportistas, cuatro hombres y dos mujeres. El equipo paralímpico moldavo no obtuvo ninguna medalla en estos Juegos.